# Landeshaus Münster

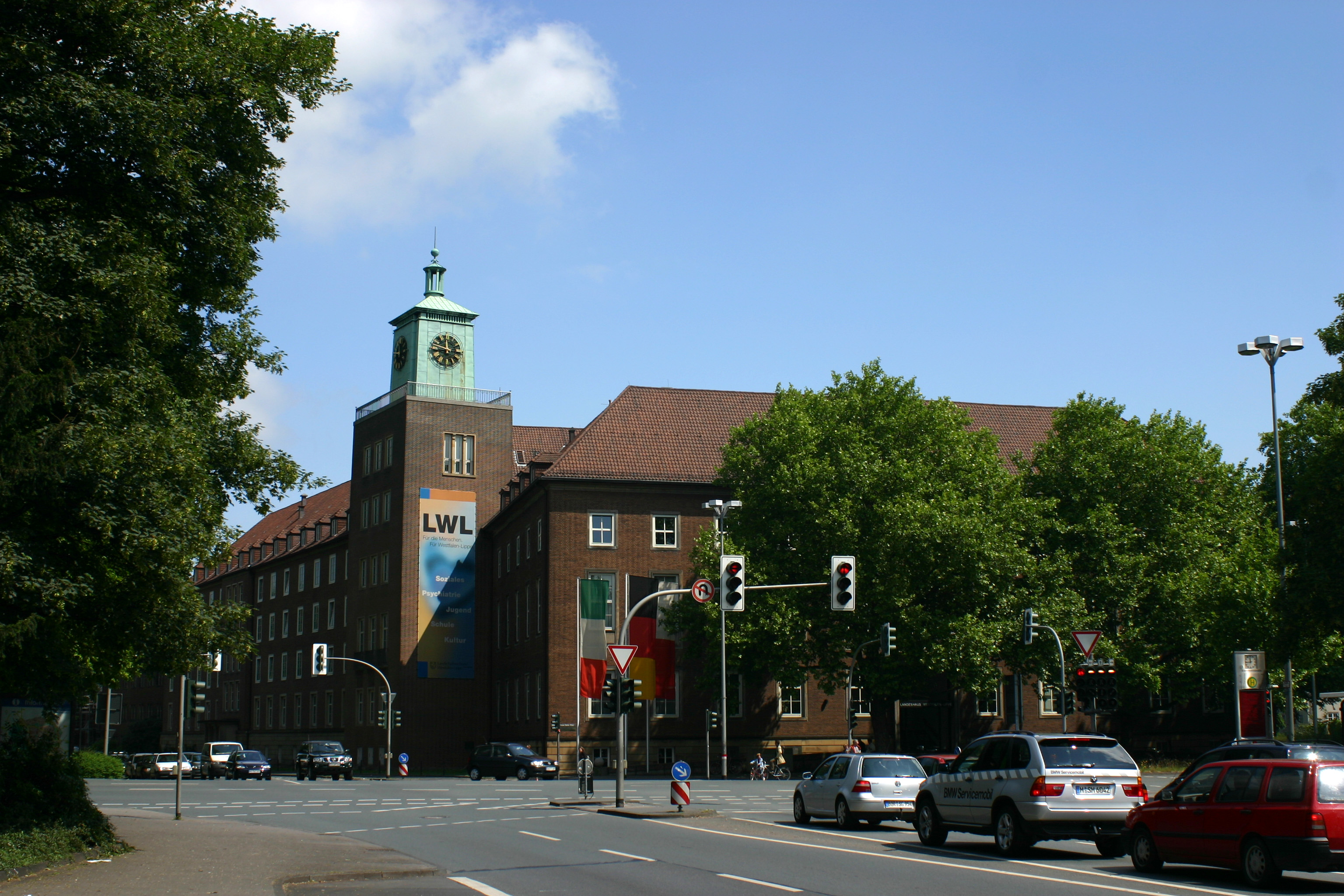
Landeshaus, Blick auf das Hauptgebäude am Freiherr-vom-Stein-Platz, Uhrturm

Das Landeshaus in Münster am Freiherr-vom-Stein-Platz ist Hauptsitz des Landschaftsverbandes Westfalen-Lippe und Tagungsort der Landschaftsversammlung Westfalen-Lippe. Der denkmalgeschützte und stadtbildprägende Bau stammt in seiner heutigen Form im Wesentlichen aus den 1950er Jahren, bezieht aber Teile eines Vorgängerbaues mit ein.

## Geschichte und Architektur
Der Vorgängerbau an gleicher Stelle wurde zwischen 1896 und 1901 für den Westfälischen Provinzialverband auf dem trapezförmigen Grundstück im Stil der Neorenaissance errichtet. Bei den Luftangriffen auf Münster im Zweiten Weltkrieg wurde das Gebäude  massiv beschädigt und in weiten Teilen zerstört. Unmittelbar nach dem Krieg begann die provisorische Wiederherstellung einiger weniger beschädigter Räumlichkeiten.
Der Entschluss zu einem weitgehend neuen Bau hatte etwas mit der unklaren Situation des Provinzialverbands nach der Auflösung Preußens und seiner Provinzen 1946 zu tun. Erst mit der Landschaftsverbandsordnung von 1953 war diese Unsicherheit beendet. Insofern war der Bau in der Zwischenzeit auch der Versuch der fortbestehenden Verwaltung und des Landeshauptmanns Bernhard Salzmann, Fakten zu schaffen. Das Anknüpfen an die Vergangenheit wurde auch durch die architektonische Orientierung an Grundelementen des Vorgängerbaus betont. Einige weniger stark beschädigte Gebäudeteile wurden in die Neuplanung einbezogen. Die Pläne für den Wiederaufbau stammten von dem Architekten Werner March, dessen bekanntester Bau das Olympiastadion in Berlin aus den 1930er Jahren ist. Die Bauarbeiten begannen 1950 und waren im Wesentlichen 1954 abgeschlossen. Obwohl March sich teilweise am Vorgängerbau orientierte, gab es doch sowohl hinsichtlich der äußeren Gestaltung wie auch der Raumaufteilung erhebliche Unterschiede. Die recht konservative Formensprache orientierte sich an Vorstellungen der Heimatschutzarchitektur, wie sie etwa Gustav Wolf vertreten hatte. Dabei wurden historische Bautypen abstrahiert und vereinfacht. Die Tankstelle im Garagenhof orientiert sich an der von March für die Reichsautobahnen entwickelten Tankstellen vom Typ „Hannover“ mit gewissen Anleihen an die Neue Sachlichkeit.
Der Bau wurde in Ziegelsichtmauerwerk mit Gliederungen und Sockel-Verblendung aus hellem heimischen Sandstein errichtet. Auffällig sind die hohen rechteckigen Fenster, die Walmdächer und der Uhrenturm mit seinem viermal täglich spielenden Glockenspiel an der Fürstenbergstraße. Im Inneren ist der arkadengesäumte und mit einem Glasdach versehene Lichthof bemerkenswert. Die Teile des Baukomplexes gruppieren sich rund um einen parkartigen Innenhof. An diesen grenzt auch der Plenarsaal der Landschaftsversammlung an. Dieser wie auch die davor liegende Bürgerhalle ist vor einigen Jahren grundlegend saniert und modernisiert worden.
Seit 2010 wurden Teile des Komplexes in die Denkmalliste der Stadt Münster eingetragen – dazu gehören der Gebäudeflügel Fürstenbergstraße 15, der Hauptbau am Freiherr-vom-Stein-Platz mit Vorplatz, der Gebäudeflügel Karlstraße 3, der Garagenhof Karlstraße 19–29, Freiflächen und eine Statue im Innenhof.